# Corimelaena barberi
Corimelaena barberi är en insektsart som först beskrevs av Mcatee och Malloch 1933.  Corimelaena barberi ingår i släktet Corimelaena och familjen glansskinnbaggar. Inga underarter finns listade i Catalogue of Life.